# Outlandish
Outlandish е датска хип-хоп група, основана през 1997 г. с членове Исам Башири от Мароко, Уакам Али Кадри от Пакистан и Лени Мартинес от Хондурас. Първите двама са родени в Дания, а третият в Хондурас. Тяхната музика е силно повлияна от страните от които произхождат и е уникална смесица от хип-хоп, латино ритми, арабски мелодии, поп и рап речитативи. Въпреки че песните им са основно на английски, те често включват испански, урду и арабски текстове. Групата съществува до 2017 г., когато е разпусната поради желанието на всеки член на бандата да продължи като солов изпълнител.

## Кариера
Outlandish се появяват за пръв път на сцена през 1997 година. Първият им албум Outland’s Official от 2000 г. предизвиква вниманието на датската публика и критика, а също така донася не малко известност на групата по света. Три от парчетата в тавата Walou, „Където“ и „Хайде“ стават радио хитове, а групата печели многобройни музикални награди, най-впечатляващата от които е „Най-добър Хип-Хоп Албум“.
 Огромният пробив обаче, идва с втория им албум Bread & Barrels Of Water от 2003 година. Песни като „Гуантанамо“ и „Айша“ (кавър на едноименната песен на Халед), издигат Outlandish до позицията на абсолютни лидери на датската популярна музика и в най-интересното рап явление извън Америка.
 През 2004 г. излиза албума „Beats, Rhymes & Life“, който е съвместен албум на Outlandish и други музиканти, някои от които са Фюджийс, Nusrat Fateh Ali Khan и Junoon.
 Третият самостоятелен албум, издаден през 2005 г. Closer Than Veins донася на групата и комерсиален успех, като синглите Callin’ U и „Погледни ме в очите“ се превръщат в MTV хитове.
 Четвъртият Sound Of A Rebel от 2009 е албум, който съчетава в себе си по нещо и от трите предшестващи го проекта. Има много иновативни, но и хитови парчета, от които най-известните са Rock All Day, Leventa с участието на Мала Родригес и Amen.
 През 2012, Outlandish изкарват на пазара петия си албум под името Warrior // Worrier. В него влизат едноименното парче Warrior // Worrier и излезлият през 2011 сингъл с дискотечно звучене Triumf.

## Дискография
- Албуми[9]

| Година | Оригинално заглавие      | Брой песни | Музикален издател                 |
| ------ | ------------------------ | ---------- | --------------------------------- |
| 2000   | Outland's Official       | 13         | RCA, BMG Denmark                  |
| 2003   | Bread & Barrels Of Water | 14 (+2)    | RCA                               |
| 2004   | Beats, Rhymes & Life     | 16         | Outcaste Records                  |
| 2005   | Closer Than Veins        | 15 (+1)    | RCA, Sony BMG Music Entertainment |
| 2009   | Sound Of A Rebel         | 12 (+3)    | RCA, Sony Music Entertainment     |
| 2012   | Warrior // Worrier       | 13         | Labelmade                         |